# Scott Phillips
Thomas Scott Phillips (* 22. února 1973 Georgie) je americký bubeník a spoluzakladatel kapel Creed a Alter Bridge.

## Hudební začátky
Vyrůstal ve městě Madison na Floridě. V dětství hrál pár let na klavír, aby se naučil noty. Během střední školy chtěl začít hrát na bicí ve školním orchestru, ale zasáhli rodiče, a tak zvolil saxofon. Hrál také v jazzové kapele. 

Jakmile se mohl svobodně rozhodnout, chopil se paliček a začal bubnovat. Je bubeník - samouk a na bicí v opravdu "rockové" kapele začal hrát ve svých osmnácti letech, ve skupině jménem Crosscut. Jeho první bicí mu koupil dědeček (do té doby hrával na půjčených). První skutečně kvalitní set mu pak umožnil získat jeho otec, když připojil svůj podpis na půjčku, kterou si Scott na koupi bicích vzal.

## Současnost
V současné době je členem kapely Alter Bridge a znovuobnovené skupiny Creed.

## Vlivy
Will Calhoun (Living Colour), Matt Cameron (Soundgarden, Pearl Jam), Lars Ulrich (Metallica), John Bonham (Led Zeppelin), Morgan Rose (Sevendust), Neil Peart (Rush) a mnoho dalších.

## Diskografie

### Alba vydaná sCreed
- My Own Prison (1997)
- Human Clay (1999)
- Weathered (2001)
- Full Circle (2009)
- Creed live (2009)

### Alba vydaná sAlter Bridge
- One Day Remains (2004)
- Blackbird (2007)
- DVD Live from Amsterdam (2009)
- AB III (2010)
- Fortress (2013)
- The Last Hero (2016)
- Walk the Sky (2019)
- Pawns & Kings (2022)

## Osobní život
Absolvoval Madison County High School, navštěvoval Florida State University. Je ženatý, spolu s manželkou April a dcerou Cadence žijí na Floridě, USA.